# Magical Mystery Tour (chanson)
Pour les articles homonymes, voir Magical Mystery Tour.
Pistes de Magical Mystery Tour
The Fool on the Hill
Magical Mystery Tour est une chanson des Beatles qui ouvre l'album du même nom et apparaît également dans le film du même nom.

## Composition
Comme toutes les chansons des Beatles écrites par l'un ou l'autre, la chanson est créditée Lennon/McCartney, et Paul McCartney a déclaré qu'il s'agissait bien d'une collaboration entre eux deux. John Lennon a cependant dit qu'il s'agissait d'une « chanson de Paul. J'en ai peut-être fait une partie, mais l'idée était de lui ».
McCartney a affirmé que les mots "Roll up! Roll up!" avaient été inspirés par les cris d'un bonimenteur, et qu'il s'agit également d'une référence furtive au fait de rouler un joint. Le reste des paroles développe de façon générale l'argument du film : un « voyage mystérieux » (mystery tour) d'un genre populaire au Royaume-Uni durant la jeunesse des Beatles. Lennon et McCartney développèrent le voyage pour le rendre magique, ce qui lui permit d'être « un peu plus surréaliste que les vrais ».

## Enregistrement
L'enregistrement commença le 25 avril 1967, moins d'une semaine après les dernières sessions pour Sgt. Pepper's Lonely Hearts Club Band. La chanson n'était pas terminée lorsque les séances d'enregistrement commencèrent, et la plus grande partie de la soirée fut dédiée aux répétitions, mais à la fin de la soirée, la base rythmique était terminée. Les Beatles ajoutèrent la basse et des overdubs vocaux durant les deux jours suivants. Le 3 mai furent ajoutés les sons de fanfare et d'autres parties, au cours d'une séance si désorganisée que les trompettistes débutèrent sans partitions. D'après Philip Jones, un ami d'un des musiciens présents, l'un d'entre eux finit par prendre les choses en main et écrivit lui-même une partition pour eux.

## Parution
Au Royaume-Uni, Magical Mystery Tour est placé en ouverture d'un EP double de six chansons, paru le 8 décembre 1967. Aux États-Unis, cinq morceaux issus des singles du groupe publiés durant l'année sont ajoutés à cet EP pour donner un LP préalablement édité le 27 novembre. Les versions CD, autant celle sortie en 1987 que la réédition de 2009, reprend cette configuration.
La chanson est entendue au tout début du téléfilm sur laquelle est rajoutée une narration d'introduction de John Lennon.

## Reprises
Magical Mystery Tour a été reprise par Cheap Trick et apparaît sur leur best of de 1991. Le groupe Type O Negative l'a également reprise durant sa tournée Dead Again, et en 1978, la reprise du groupe Ambrosia pour la bande originale du film All This and World War II fut un succès.

## Culture populaire
En France, cette chanson a été utilisée pour le générique de l'émission Va Savoir, présentée par Gérard Klein sur France 3 et France 5.
On l'entend dans le film Indiana Jones et le Cadran de la destinée de 2023.

## Source
- (en) Cet article est partiellement ou en totalité issu de l’article de Wikipédia en anglais intitulé « Magical Mystery Tour (song) » (voir la liste des auteurs).
- Mark Lewisohn, (en) The Beatles Recording Sessions, New York, Harmony Books, 1988 (ISBN 0-517-57066-1).